# أوكالبتوس كمالدولي
أوكالبتوس أو  أوكالبتوس كمالدولي أو الكافور أو كينا أو شجر الصيدلة أو سرول (الاسم العلمي: Eucalyptus camaldulensis) هو نوع من النباتات يتبع جنس الأوكالبتوس من فصيلة الآسية. وهي شجرة كبيرة الحجم كثيرة التفريع. سريعة النمو تزرع على جانبى الطرق لتوفير الظل. تسمى هذه الشجرة في بعض البلاد أحيانا بالكافور أو بالكينا. [بحاجة لمصدر]

## الصفات
الأوراق رمحية متهدلة والثمار كروية خضراء صغيرة والأزهار كروية شعاعية الشكل كريمية اللون. [بحاجة لمصدر]

## معرض الصور

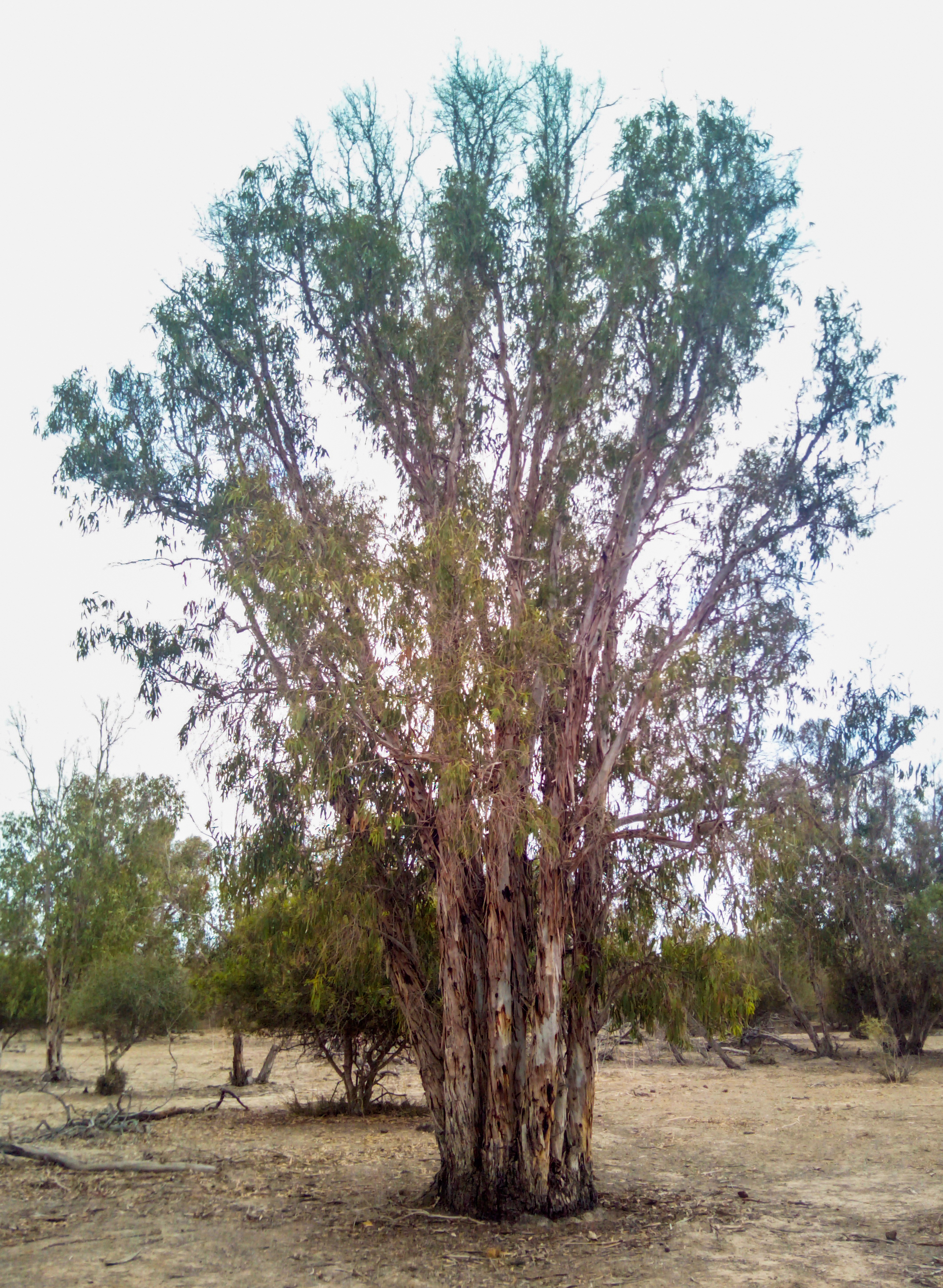
شجرة أوكالبتوس كمالدولي من غابة بوزنيقة بالمغرب
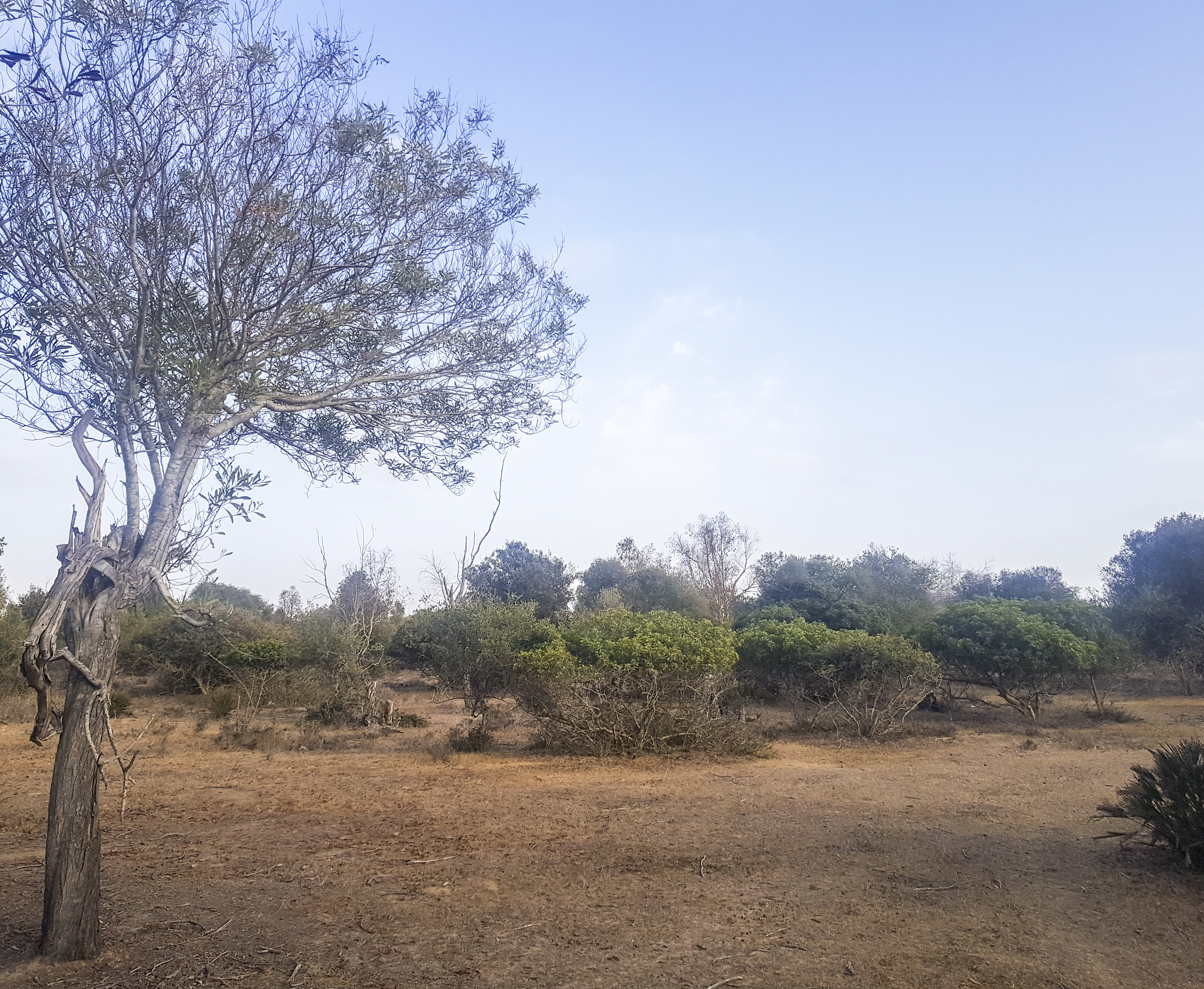
شجرة أوكالبتوس كمالدولي من غابة بوزنيقة بالمغرب